# Pentanchidae
Pentanchidae is een familie van grondhaaien. Het is een herschikking van een aantal geslachten die tot voor kort werden gerekend onder  de kathaaien.

## Lijst van geslachten
- Apristurus Garman, 1913
- Asymbolus Whitley, 1939
- Bythaelurus Compagno, 1988
- Cephalurus Bigelow & Schroeder, 1941
- Figaro Whitley, 1928
- Galeus Rafinesque, 1810
- Halaelurus Gill, 1862
- Haploblepharus Garman, 1913
- Holohalaelurus Fowler, 1934
- Parmaturus Garman, 1906
- Pentanchus Smith & Radcliffe, 1912